# 울진북로
울진북로(Uljinbuk-ro)는 경상북도 울진군 근남면 노음리 노음 교차로와 북면 나곡리 갈령치를 잇는 경상북도의 도로이다.

## 역사
- 1979년 1월 31일 : 포함 ~ 삼척간 국도포장공사 완공과 함께 개통[1]
- 2009년 7월 10일 : 2개 이상 시·도에 걸쳐 있는 도로로 울진북로를 고시[2]

## 주요 경유지
경상북도
- 울진군 (근남면 · 울진읍 · 죽변면 · 북면)

## 노선
| 이름             | 접속 노선                            | 소재지 | 소재지 | 비고                  |
| ---------------- | ------------------------------------ | ------ | ------ | --------------------- |
| 노음 교차로      | 국도 제7호선 (동해대로)              | 울진군 | 근남면 |                       |
| 노음 교차로      | 지방도 제917호선 (망양정로) 성류굴로 | 울진군 | 근남면 | 지방도 제917호선 구간 |
| 수산교           |                                      | 울진군 | 근남면 | 지방도 제917호선 구간 |
| 수산 교차로      | 불영계곡로 친환경엑스포로            | 울진군 | 근남면 | 지방도 제917호선 구간 |
| 울진남부 교차로  | 국도 제7호선 (동해대로)              | 울진군 | 근남면 | 지방도 제917호선 구간 |
| 하토교           | 친환경엑스포로 하토1길 하토2길       | 울진군 | 울진읍 | 지방도 제917호선 구간 |
| 읍남리           | 울진중앙로                           | 울진군 | 울진읍 | 지방도 제917호선 구간 |
| 읍내리           | 대흥신림로 울진중앙로                | 울진군 | 울진읍 | 지방도 제917호선 구간 |
| (울진군법원입구) | 월변2길                              | 울진군 | 울진읍 | 지방도 제917호선 구간 |
| (남대천교 남단)  | 강변로                               | 울진군 | 울진읍 | 지방도 제917호선 구간 |
| 남대천교         |                                      | 울진군 | 울진읍 | 지방도 제917호선 구간 |
| 남대천교 북단    | 지방도 제917호선 (하죽로) 향교로     | 울진군 | 울진읍 | 지방도 제917호선 구간 |
| 북부삼거리       | 울진중앙로                           | 울진군 | 울진읍 |                       |
| (명도1리 입구)   | 명도1길                              | 울진군 | 울진읍 |                       |
| 온양 교차로      | 국도 제36호선 (서면 ~ 근남간 도로)   | 울진군 | 울진읍 | 국도 제36호선 구간    |
| 울진북부 교차로  | 국도 제7호선 (동해대로)              | 울진군 | 울진읍 | 국도 제36호선 구간    |
| 곡해교           |                                      | 울진군 | 울진읍 |                       |
| 초평교           | 봉화길                               | 울진군 | 죽변면 |                       |
| 초평교 북댠      | 지방도 제917호선 (봉황길)            | 울진군 | 죽변면 | 지방도 제917호선 구간 |
| 봉평리           | 지방도 제917호선 (죽변중앙로)        | 울진군 | 죽변면 | 지방도 제917호선 구간 |
| (죽변비상활주로) |                                      | 울진군 | 죽변면 | 통행 불가             |
| 후정리           | 죽변북로                             | 울진군 | 죽변면 |                       |
| 후정교           |                                      | 울진군 | 죽변면 |                       |
| 북면             |                                      | 울진군 |        |                       |
| 덕천리           | 매정길                               | 울진군 |        |                       |
| 제2부구교        |                                      | 울진군 |        |                       |
| 부구삼거리       | 덕구온천로                           | 울진군 |        |                       |
| 부구터미널       |                                      | 울진군 |        |                       |
| (북면사무소입구) | 부구3길                              | 울진군 |        |                       |
| 나곡교           |                                      | 울진군 |        |                       |
| 나곡 교차로      | 국도 제7호선 (동해대로) 태봉길       | 울진군 |        |                       |
| 갈령치           |                                      | 울진군 |        |                       |
| 삼척로와 직결    |                                      |        |        |                       |

## 주요 건물 및 시설
- KT&G 울진지점 (경상북도 울진군 근남면 울진북로 125)
- 근남파출소 (경상북도 울진군 근남면 울진북로 147)
- 울진근남우체국 (경상북도 울진군 근남면 울진북로 148)
- 근남면문화체육센터 (구 제동중학교, 경상북도 울진군 근남면 울진북로 151-3)
- 금강소나무숲길 안내센터 (경상북도 울진군 근남면 울진북로 245-5)
- 한국전력공사 울진지사 (경상북도 울진군 울진읍 울진북로 447)
- 울진군종합복지회관 (경상북도 울진군 울진읍 울진북로 496-11)
- 울진군장애인종합복지관 (경상북도 울진군 울진읍 울진북로 496-12)
- 울진소방서 (경상북도 울진군 울진읍 울진북로 508)
- 울진여객 (경상북도 울진군 울진읍 울진북로 786)
- 북면파출소 (경상북도 울진군 북면 울진북로 2080)
- 부구초등학교 (경상북도 울진군 북면 울진북로 2081)
- 북면농협 (경상북도 울진군 북면 울진북로 2082)
- 부구터미널 (경상북도 울진군 북면 울진북로 2098)
- 울진원자력본부 (경상북도 울진군 북면 울진북로 2149)
- 울진군환경자원사업소 (경상북도 울진군 북면 울진북로 2534-14)